# 4951 Iwamoto
4951 Iwamoto (1990 BM) là một tiểu hành tinh vành đai chính được phát hiện ngày 21 tháng 1 năm 1990 bởi Mizuno và Furuta ở Kani.